# 左入町
左入町（さにゅうまち）は、東京都八王子市の町名。丁番を持たない単独町名であり、住居表示は未実施区域。郵便番号は192-0012（八王子郵便局管区）。

## 地理
八王子市北部に位置する。国道16号（東京環状）を中心とした三日月型の地形であり、東で宇津木町、南で尾崎町・暁町・中野山王、西で中野町、北西で滝山町、北で丸山町・谷野町・みつい台と隣接する。北部の左入橋交差点で国道16号現道（東京環状）と八王子バイパスが合流し、同交差点で新滝山街道が、同交差点よりさらに300m北東の左入町交差点で滝山街道が分岐する。西端部の谷野街道入口交差点付近は、1977年に中央自動車道以南を暁町三丁目として分離して出来た飛地となっている。また、西部には中央自動車道八王子インターチェンジが近いこともあり、大型家具店やアミューズメント施設が所在しているほか、企業などの物流拠点が多い。

### 河川
- 谷地川
- 谷萩川

## 歴史

### 地名の由来
北条氏が滝山城を居城していた時代、城下町集落は現在の加住地区周辺にあった。川越方面への道は現在の左入交差点から平の渡しに向かっていたため、川越方面からは道なりであった。しかし、八王子城に居城を移すと城下町集落も元八王子、そして江戸時代の宿場町として現在の市街地の方へ移動。これにより川越から八王子に入るには左入町あたりで左に入ることになる。このことから左に入る所の地域ということから左入となったという説があるが、由来は定かでない。

### 沿革
- 1889年（明治22年）4月1日 - 町村制施行により、神奈川県南多摩郡左入村が留所村、北大沢村、本丹木村、中丹木村、八日市村、横山村、滝山村、梅坪村、谷野村、宮下村、戸吹村、高月村と合併し加住村が成立する。
- 1955年（昭和30年）4月1日 - 加住村が八王子市へ編入。
- 1956年（昭和31年）10月1日 - 旧加住村大字左入の区域が左入町となる。
- 1977年（昭和52年）10月1日 - 中央自動車道以南を暁町三丁目、中野山王2丁目8番地に分離。
- 1993年 （平成5年）1月31日 - 左入町の一部にて住居表示を実施、みつい台1・2丁目に変更。

## 世帯数と人口
2017年（平成29年）12月31日現在の世帯数と人口は以下の通りである。
| 町丁   | 世帯数    | 人口    |
| ------ | --------- | ------- |
| 左入町 | 1,156世帯 | 1,942人 |

## 小・中学校の学区
市立小・中学校に通う場合、学区は以下の通りとなる。
| 番地 | 小学校                 | 中学校                 |
| --- | ---------------------- | ---------------------- |
| 1～519番地、522～523番地、525～526番地 533番地、552～553番地、614～616番地 618番地、620～622番地、630～635番地 648番地、651番地、656～663番地 670～671番地、673～681番地、686～688番地 701～718番地、720～900番地、926番地 937番地、958番地以降 | 八王子市立加住小学校   | 八王子市立加住中学校   |
| 520～521番地、524番地、527～532番地 534～551番地、554～613番地、617番地 619番地、623～629番地、637～647番地 649～650番地、652～655番地、664～669番地 672番地、682～685番地、689～700番地 719番地、901～925番地、927～936番地 938～957番地       | 八王子市立中野北小学校 | 八王子市立甲ノ原中学校 |

## 交通

### 道路・橋梁
- 国道16号（東京環状・八王子バイパス）
- 国道411号（滝山街道）
- 東京都道166号瑞穂あきる野八王子線（谷野街道）
- 東京都道169号淵上日野線（新滝山街道）

### 路線バス
- 西東京バス
  - 京王八王子駅〜左入〜純心女子学園・杏林大学
  - 拝島駅〜左入〜純心女子学園

## 施設

### 郵便局
- 八王子左入郵便局

### 商業
- 村内ファニチャーアクセス八王子本店
  - OKAY八王子店
- ニトリ八王子店

### 神社
- 神明神社
- 熊野神社

## 史跡
- 中野甲の原遺跡